# El Barri del Castell (Granera)
El Barri del Castell és un dels barris en què es disposa el petit nucli de Granera, de la comarca del Moianès.
Està situat al centre del terme municipal, als peus i al migdia del castell de Granera, del qual pren el nom. Tot i que n'és, de fet, el barri principal, no conté ni l'església parroquial ni la Casa de la Vila, ja que totes dues són al Barri de l'Església. Sí que hi ha al Barri del Castell l'únic comerç del poble, el restaurant Cal Campàs. També s'hi troba El Casal del poble.
S'hi accedeix per una pista rural asfaltada que surt cap al nord del costat de la capella de Santa Cecília, al lloc on es troben, i acaben, les carreteres BV-1245 i de Sant Llorenç Savall i el camí rural de Monistrol de Calders a Granera.

## Etimologia
El nom d'aquest barri prové del fet que és als peus del castell de Granera.